# پدیده تداخل لامپ خیابان

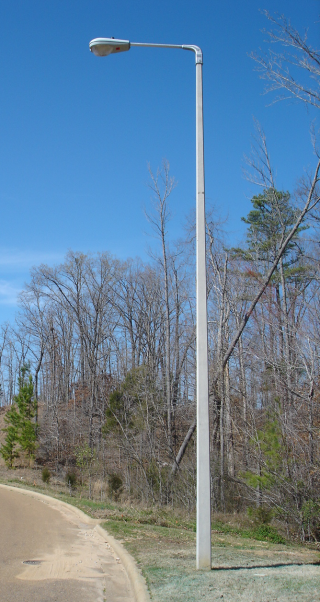
یک لامپ خیابان با پایه بتونی.

پدیده تداخل لامپ خیابان (به انگلیسی: Street light interference phenomenon)، (یا به اختصار SLI)، به پدیده‌ای غیرعادی گفته می‌شود که در آن به نظر می‌رسد یک فرد می‌تواند چراغ‌های خیابان را خاموش (یا روشن) نماید.
لامپ‌های خیابان ممکن است بر اثر تصادف خاموش شوند مانند خاموش و روشن شدن متناوب لامپ‌های بخار سدیم در انتهای دوره زندگی، اما با این حال افرادی که ادعای دارا بودن پدیده تداخل لامپ‌ها را دارند معتقدند این اتفاق برای آنها به‌طور منظم روی می‌دهد و از حالت تصادف و شانس خارج است. در برخی از مواقع برای توضیح فراهنجار این پدیده از علم استفاده کرده‌اند مثلاً اینکه ادعا کرده‌اند که پالس‌های الکترونیکی مغز این افراد با عملکرد این لامپ‌های الکترونیکی تداخل پیدا می‌کند.
این پدیده هیچگاه در آزمایش‌های علمی رخ نداده و هیچکدام از مدعیان آن نتوانسته‌اند در محیط آزمایشی آنرا انجام دهند و ادعا کرده‌اند که قدرت کنترلی روانی یا فیزیکی آن را ندارند. بیشتر اوقات این پدیده را در لامپ‌هایی خاص مشاهده کرده‌اند نه در حالت کلی در تمامی انواع لامپ‌های خیابان.